# مارك 41- نظام إطلاق عمودي
مارك 41 نظام إطلاق عمودي، هو نظام إطلاق الحاوية الصاروخية المحمولة على متن السفن والذي يوفر قدرة إطلاق سريعة ضد التهديدات المعادية. تم اشتقاق مفهوم نظام الإطلاق العمودي من على العمل على النظام الدرع القتالي.

## التاريخ
استمر تحسين الفكرة الاولية لنظام الدرع القتالي في الستينيات حتى السبيعينيات من القرن الماضي، وتم تصميم مارك 41 في عام 1976 في الأصل، كان الهدف من النظام فقط إطلاق صاروخ آر أي إم -66 القياسي، ولكن تمت زيادة ارتفاع المنظمومة لإستيعاب صاروخ توماهوك الأكبر. تم اختبار النموذج الاولي للقاذفة وتقييمة على متن السفينة يو أس أس نورتون ساوند (إيه في أم-1). تم تثبيت أول قاذفة تشغيلية على متن حاملة الطائرات الأمريكية بنكر هيل.